# Brimeda
Brimeda es una localidad española perteneciente al municipio de Villaobispo de Otero, en la provincia de León, comunidad autónoma de Castilla y León.

## Situación
Confina al norte con Villaobispo de Otero, al este con Sopeña de Carneros, al sureste con Carneros, al sur con Astorga y al oeste con Bonillos. Brimeda tiene dos iglesias, una grande donde se celebran bodas, bautizos,etc y una pequeña donde todos los domingos hay misa.También tiene una mina abandonada de hierro, un monte muy grande donde hay una cantera de piedra y una fábrica de cerveza artesanal aprovechando las plantaciones de lúpulo y cereal de la zona.

## Evolución demográfica
| 2000 | 2001 | 2002 | 2003 | 2004 | 2005 | 2006 | 2007 | 2008 | 2009 | 2010 | 2011 |
| 129  | 127  | 122  | 129  | 121  | 120  | 120  | 116  | 112  | 114  | 115  | 114  |